# الدهيش الاسفل (خيران المحرق)

تعديل مصدري - تعديل

الدهيش الاسفل هي إحدى قرى عزلة مسروح بمديرية خيران المحرق التابعة لمحافظة حجة، بلغ تعداد سكانها 296 نسمة حسب تعداد اليمن لعام 2004.